# Камбарова, Гюли Низамиевна
Гюли Низамиевна Камбарова (род. 9 мая 1982, Махачкала) — российский композитор, член Союза композиторов России и Дагестана, член Международного Общества «Женщины в музыке», член Международной ассоциации учителей музыки и член Гильдии композиторов-песенников в Америке.
Автор музыки к документальному фильму Анны Барсуковой «Ты не один!». Автор музыки к фильму «Голос за безгласных» о стереотипах общества и дискриминации ЛЖВ (реж. А. Барсукова). Живёт и работает в США.

## Биография
Родилась 9 мая 1982 года в Махачкале (Дагестан, Россия).
За время обучения в музыкальной школе по классу фортепиано Гюли Камбарова участвовала в республиканских конкурсах молодых пианистов (конкурс И. Баха — 2 премия, конкурс Г. Гасанова- 2 премия, конкурс Э. Грига- 3 премия).
В 1996 г. поступила в Махачкалинское музыкальное училище по классу фортепиано (класс преподавателя С. Папаян), а в 1999 году поступила в лицей при Ростовской Государственной Консерватории им. Рахманинова.
В 2005 году окончила Ростовскую Консерваторию им. Рахманинова по классу фортепиано (класс профессора Н. Симоновой), в 2010 году с отличием окончила туже консерваторию по классу композиции (класс профессора Г. Гонтаренко).
Свою музыкальную карьеру Гюли Камбарова начала на юге России, где сочиняла музыку, выступала с концертами и преподавала фортепиано и композицию.
Её работы стали узнаваемые и широко исполняемые на концертах классической и современной музыки по всей России.

### Стиль
Сочинения Гюли Камбаровой отличаются своим уникальным голосом, в котором сочетаются мелодии юга России и классическая техника.
Гюли Камбарова пишет разных жанрах и стилях, сочиняя музыку для различных инструментов.
Одним из последних значимых проектов Гюли Камбаровой является сочинение музыки к документальному фильму режиссёра Анны Барсуковой «ТЫ НЕ ОДИН!» (Россия, 2017 год).
В данный момент[когда?] композитор проживает на территории США, в Калифорнии, где работает преподавателем по классу фортепиано и композиции в Академии Музыки Луисвилля, принимает участие в концертах и фестивалях, дает авторские концерты, записывает диски и издает свои сочинения.

### Семья
Муж — Самир Камбаров, саксофонист, преподаватель Луисвиллского университета по классу эстрадно-джазового саксофона.
- Сын Тимур.

## Награды
- Музыкальный диск «My Way» был выбран для издательства студией «Ablaze Records» (США, 2016)[36]
- Победитель конкурса «15 минут славы: переосмыслить Шуберта» (США, 2015)[37]
- Диплом Открытого Всероссийского Конкурса"Хоровая Лаборатория 21 века" в категории «Произведения на стихи классических и современных поэтов» (Россия, 2015)[38]
- Грант за «Лучшую Популярную песню» от Министерства Культуры Дагестана (Россия, 2015)
- Грант за лучшее струнное трио от Международного Общества «Женщины в Музыке» (США, 2014)
- Финалист 5-го международного конкурса композиторов им. А. Дворжака (Чехия, Прага, 2014)[39]
- Специальный диплом Открытого Всероссийского Конкурса «Хоровая Лаборатория 21 века» «За произведение гражданской тематики о Родине, об отечественной истории, о любви к родному краю» (Россия, 2014)[40]
- Диплом лауреата Открытого Всероссийского Конкурса «Хоровая Лаборатория 21 века» в категории «„Музыка на народные тексты и обработки народных песен“» (Россия, 2014)[41]
- Благодарственный сертификат от администрации г. Ростова-на-Дону за «Преподавание и подготовку лауреатов»[42][43] (Россия, 2010)[44][45]
- Грант от фонда им. Расула Гамзатова (Россия, 2010)
- Стипендия от правительства республики Дагестан (Россия, 2006—2008)

## Прочие факты
В прессе широко освещена тема, посвященная празднованию 90-летия со дня рождения поэта Расула Гамзатова, на стихи которого Гюли
Камбарова написала Вокальный цикл для сопрано в сопровождении фортепиано — «В долине вершин»
- Россияне открыли для американцев певца добра и вечности
- Хасавюртовская центральная городская библиотека имени Расула Гамзатова
- Расул Гамзатов — Gyuli Kambarova. Vocal series on Rasul Gamzatov’s lyrics «HIGHLAND». 4. «SEA».
- В ДОЛИНЕ ВЕРШИН. Вокальный цикл для сопрано в сопровождении фортепиано. Музыка Гюли Камбаровой. Стихи Расула Гамзатова в переводе Якова Козловского и Наума Гребнева. 2007.
- «В долине вершин» — ноты
- Россияне познакомили американцев с творчеством Расула Гамзатова
- 90-летие со Дня рождения Расула Гамзатова

## Список произведений Гюли Камбаровой
- Соната для фортепиано (3 ч.)
- Сюита для саксофона и фортепиано «Морские картины» (3 ч.: «Перед штормом», «Колыбель моря», «Праздник Нептуна»)
- «Рождественская сюита» для саксофона и фортепиано (4 ч.: «Ожидание», «Озорник», «Полет конфетти», «Погоня на санях»)
- Вокальный цикл на стихи Расула Гамзатова «В долине вершин» (5 ч.: «Орлы молчаливы», «Дагестан», «Жизнь одна», «Море», «Ласточка аула»)
- Трио для скрипки, виолончели и фортепиано (3 ч.)
- Хоровая сюита на стихи Расула Гамзатова (5 ч.: «Свобода», «Что день нам несет?», «Время», «Цель прекрасна», «Остановка „Жизнь“)
- Полифоническая тетрадь для фортепиано
- „Мемориал-квинтет“ для кларнета, скрипки, виолончели, фортепиано и вибрафона
- „Ренессанс-квинтет“ для саксофона-сопрано, скрипки, виолончели, фортепиано и вибрафона
- Соната для двух кларнетов и фортепиано (3 части)
- Концерт для скрипки с оркестром (3части)[46]
- Струнный квартет (4части)
- Трио для скрипки, виолончели и фортепиано „Falling Leaves“
- Трио для скрипки, виолончели и фортепиано „Soul Of Love“
- Дуэт для виолончели и фортепиано „Romance“
- Цикл прелюдий для фортепиано „Dreams“
- Сюита для саксофона и фортепиано „My Way“
- Фортепианная сюита „Californication“
- Музыка к фильму Анны Барсуковой „Ты не один!“[47][48]

## Дискография
- „Dreams“ (2014) — музыка для фортепиано[49]
- „My Way“ (2016) — инструментальная музыка для скрипки, виолончели, саксофона и фортепиано. При участии исполнителей: Феликс Боргес (виолончель), Самир Камбаров (саксофон), Олег Безуглов (скрипка) и Кико Сербиан (ударные)[50]
- „Ты не один!“ (2017) — музыка к одноимённому фильму Анны Барсуковой

## Фильмография
- Музыка к фильму Анны Барсуковой „ТЫ НЕ ОДИН!“[48][51]
- Музыка к фильму „Голос за безгласных“[52][53][54] (2019) — режиссёр Анна Барсукова[48][55][56]